# Israel i Eurovision Song Contest 2012
Israel deltog i Eurovision Song Contest 2012 i Baku i Azerbajdzjan. 

## Uttagningsväg

### Möjligt tillbakadragande
Först så var det inte säkert om landet skulle delta år 2012 eftersom de israeliska helgdagarna under Shavuot skulle hamna på samma dag som finalen den 26 maj. Enligt israelisk lag får inte landet delta i några internationella händelser under helgdagar. Landet hade redan dragit sig ur tävlingen 1980, 1984 och 1997 på grund av den anledningen. År 2011 hade IBA bett EBU om att få delta i den andra semifinalen eftersom repetitioner för deltagare i den första semifinalen krockade med helgdagar. Förutom datumen fanns också frågetecken kring säkerheten eftersom Azerbajdzjan (värdland till ESC 2012) gränsar till Iran, ett land som är fientligt till Israel. Om Israel skulle delta 2012 skulle säkerhetskostnaderna öka.

### Avbruten nationell uttagning
Den 7 augusti 2011 meddelades det att IBA hade bestämt sig för att delta i tävlingen trots de problem som tidigare nämnts. Den 27 oktober publicerades information om en nationell uttagning med titeln Kdam-Eurovision som skulle hållas i januari eller februari 2012. Uttagningen skulle bestå av tre till fyra avsnitt på 45 minuter följt av en två timmar lång final inför publik. Tävlingen skulle bestå av fyra till sex artister och i finalen skulle artisterna framföra två låtar var. En av varje artists låt skulle ta sig vidare till en "superfinal". I början av januari 2012 meddelades det dock att IBA avbrutit sina planer på att hålla Kdam-Eurovision och att man istället skulle välja sin artist och låt internt. IBA hade tillfrågat andra produktionsbolag att komma med planeringar för den nationella uttagningen och ett samarbete med producenten Haim Slutzky var redan igång när hans bolag drog sig ur med anledningen att det var omöjligt att samarbeta med IBA enligt honom.

### Internt val
Valet att gå internt var just för att det inte fanns någon tid till att på nytt försöka hålla en nationell uttagning med så lite tid kvar till det att ett bidrag måste vara bestämt. Den kommitté som skulle valt ut bidrag till den nationella uttagningen blev de som fick bestämma det interna valet. Den 7 februari meddelades det att IBA nästa dag skulle avslöja vilken artist man skulle skicka till Baku. Bara några timmar senare samma dag blev det dock klart att det var gruppen Izabo som internt hade blivit utvalda till att representera landet vid årets upplaga av ESC med deras låt "Time". Valet hade gjorts samma dag av en kommitté bestående av 11 personer och det hade stått mellan sju olika bidrag som IBA fått av artister. De andra artisterna som kunde ha representerat landet år 2012 var Maya Bouskilla, Vladi Bleiberg, Svika Pick och Chen Aharoni. IBA hade även bjudit in Kabra Kasai, Keren Karolina Avratz och Red Band att skicka bidrag vilket de dock inte gjorde. Den 17 februari meddelades det att låten skulle presenteras den 1 mars inför press och andra inbjudna, bland annat medlemmar i OGAE Israel. Nästa dag meddelades det att konserten egentligen skulle hållas den 2 mars och ännu senare på kvällen. Framförandet skulle ske i Zappa Club i Tel Aviv.
Den 20 februari läckte låten ut på internet och lades ut på Youtube. Både IBA och Izabo bekräftade senare under dagen att detta var Israels bidrag men hade ingen aning om vem som läckt låten. De meddelade också att den uppladdade låten inte är den färdiga versionen. Den officiella studioversionen av låten släpptes den 1 mars.

## Vid Eurovision
Israel deltog i den första semifinalen den 22 maj. Där hade de startnummer 10. De tog sig inte vidare till final.